# Possession Island National Park
Possession Island National Park är en park i Australien. Den ligger i delstaten Queensland, omkring 2 200 kilometer nordväst om delstatshuvudstaden Brisbane. Den ligger på ön Possession Island.
Runt Possession Island National Park är det mycket glesbefolkat, med 5 invånare per kvadratkilometer..
Savannklimat råder i trakten. Genomsnittlig årsnederbörd är 1 554 millimeter. Den regnigaste månaden är mars, med i genomsnitt 454 mm nederbörd, och den torraste är augusti, med 2 mm nederbörd.